# Lily Bienvenu
Pour les articles homonymes, voir Bienvenu.
Lily Bienvenu est une pianiste et compositrice française née le 22 avril 1920 à La Haye (Pays-Bas) et morte le 6 avril 1998 à Angoulins (Charente-Maritime). 

## Biographie
Alice Hubertine (dite Lily) Bienvenu naît le 22 avril 1920 à La Haye, au sein d'une famille de musiciens : son père, Marcel Bienvenu, est violoniste, et sa mère, Alice Jourdain, est pianiste.   
Elle commence ses études musicales au Conservatoire de Nantes, obtenant à treize ans un premier prix de piano. Elle se perfectionne ensuite au Conservatoire de Paris, dans la classe de piano de Magda Tagliaferro, et étudie également l'harmonie, la composition et l'histoire de la musique auprès de Simone Plé-Caussade, Tony Aubin et Norbert Dufourq,.      
Diplômée en 1947, elle entame une carrière de pianiste et participe aux tournées des Jeunesse musicales de France. Elle devient une accompagnatrice recherchée, et, à partir des années 1970, est professeure au Conservatoire de La Rochelle.            
Elle meurt à Angoulins, en Charente-Maritime, le 6 avril 1998.            
Comme compositrice, Lily Bienvenu est l'auteure de nombreuses pièces brassant divers genres : pièces pour piano, mélodies, musique de chambre, œuvres symphoniques avec ou sans solistes, musique chorale avec ou sans orchestre.            

## Œuvres
Parmi ses compositions, figurent notamment :
- Sonate pour violoncelle et piano, dédiée à Maurice Maréchal[6], créée en 1949 au Triptyque[7]
- Sonate pour violon et piano, créée en 1952 au Triptyque[6]
- Mère, cycle de mélodies, commande d'État créée en 1953[6] ; version pour voix et piano créée à la Société nationale de musique, version avec orchestre créée par l'Orchestre national de France sous la direction de Désiré-Émile Inghelbrecht le 7 juillet 1955[6]
- Wolfgang, Amadeo, sur Mozart, concerto pour piano et orchestre sur le nom de Mozart, créé par Lily Bienvenu avec l'Orchestre national, sous la direction d'Inghelbrecht, au théâtre des Champs-Élysées en 1958[8]
- Les Cinq sens, suite pour piano créée en 1961 au Triptyque[6]
- Pastorale (sur le nom de Francis Poulenc), pour flûte, violoncelle et harpe, dédiée en 1964 au trio Nordmann[8]
- Cinq chansons franco-belges, pour quatuor vocal, poèmes de Maurice Carême inspirés de vieilles chansons françaises[6]
- La vague et le goéland, conte lyrique pour solistes, récitante, chœurs d'enfants et de jeunes filles, ondes Martenot et orchestre de chambre, sur un poème de Maurice Carême[6]. La partition, créée le 13 mai 1973 par la Maîtrise de Radio France et l'orchestre de chambre de l'ORTF, avec Jeanne Loriod, Georges Jollis et Nicole Binant, sous la direction de Jacques Jouineau, vaudra ces quelques mots de Carême : « je suis on ne peut plus content de cette réussite exceptionnelle— cette atmosphère de la mer qui baigne tout le morceau, si admirablement rendue, les chœurs si parfaits[9]. »
- Suite dynamique pour piano, composée entre 1978 et 1980, commande d'État créée à Tours en 1990[8]
- Tonalité bleue, pour soprano et quatuor à cordes, poème de Jean-Michel Maulpoix, créé à Rennes en 1997[8]